# Moa Martinson – Landsmodern
Moa Martinson - Landsmodern är en svensk dokumentärfilm som hade premiär 7 februari 2019. Filmen är regisserad av Maj Wechselmann, som även har skrivit manus tillsammans med Ebba Witt-Brattström.

## Handling
Filmen handlar som rubriken skvallrar om, om den svenska författaren Moa Martinsons liv. Ebba Witt-Brattström som disputerat på Moa Martinsson fungerar i filmen som expertkommentator.   I filmen "dras paralleller mellan kvinnoföraktet i Svenska Akademien då och nu".